# Gulbrokig göllöpare
Gulbrokig göllöpare (Stenolophus teutonus) är en skalbaggsart som först beskrevs av Franz Paula von Schrank 1781.  Gulbrokig göllöpare ingår i släktet Stenolophus, och familjen jordlöpare. Arten är reproducerande i Sverige.

## Bildgalleri

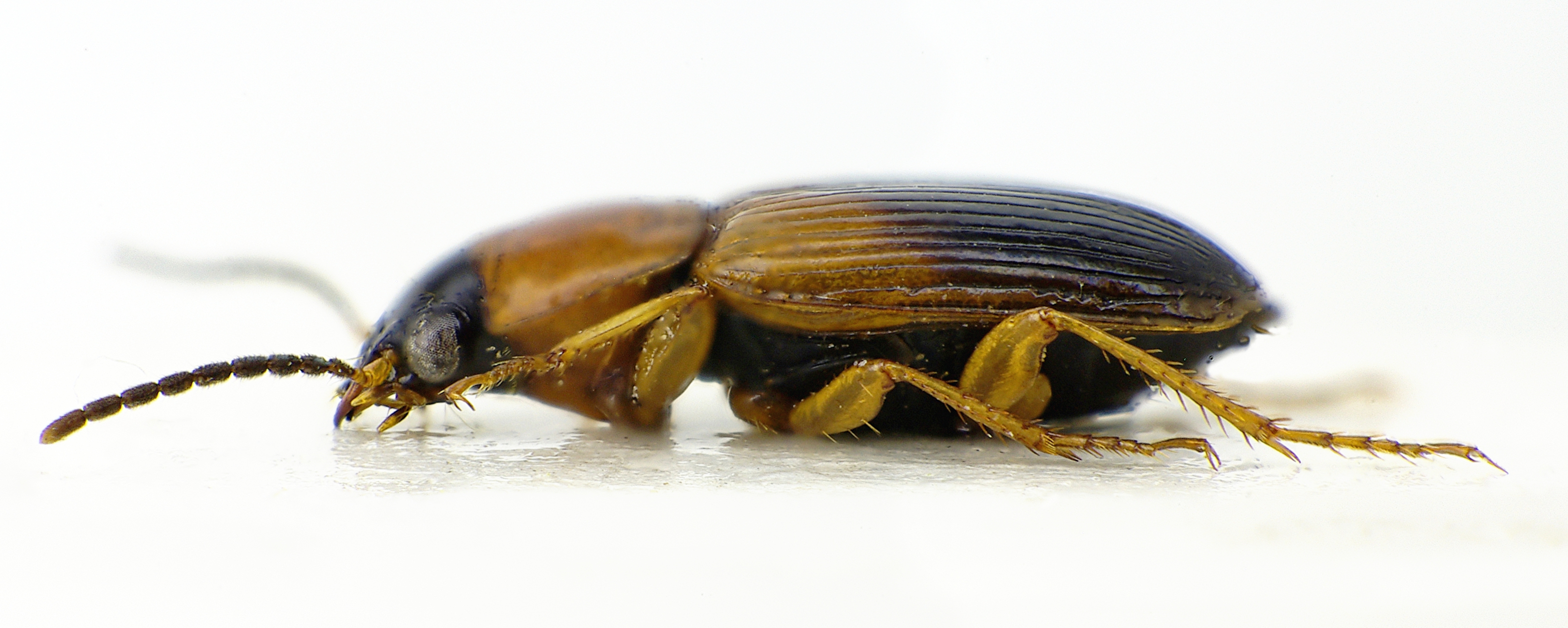
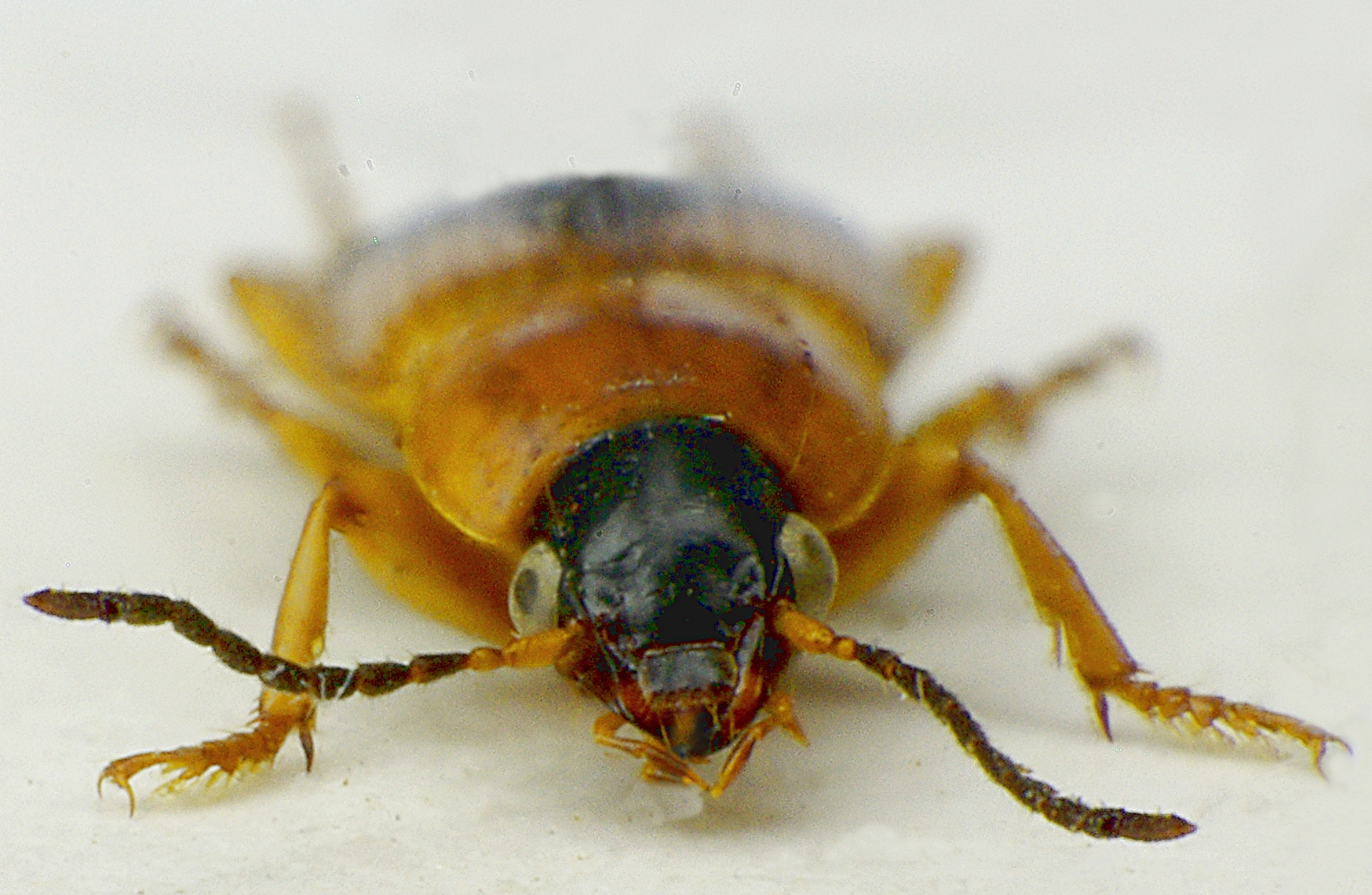
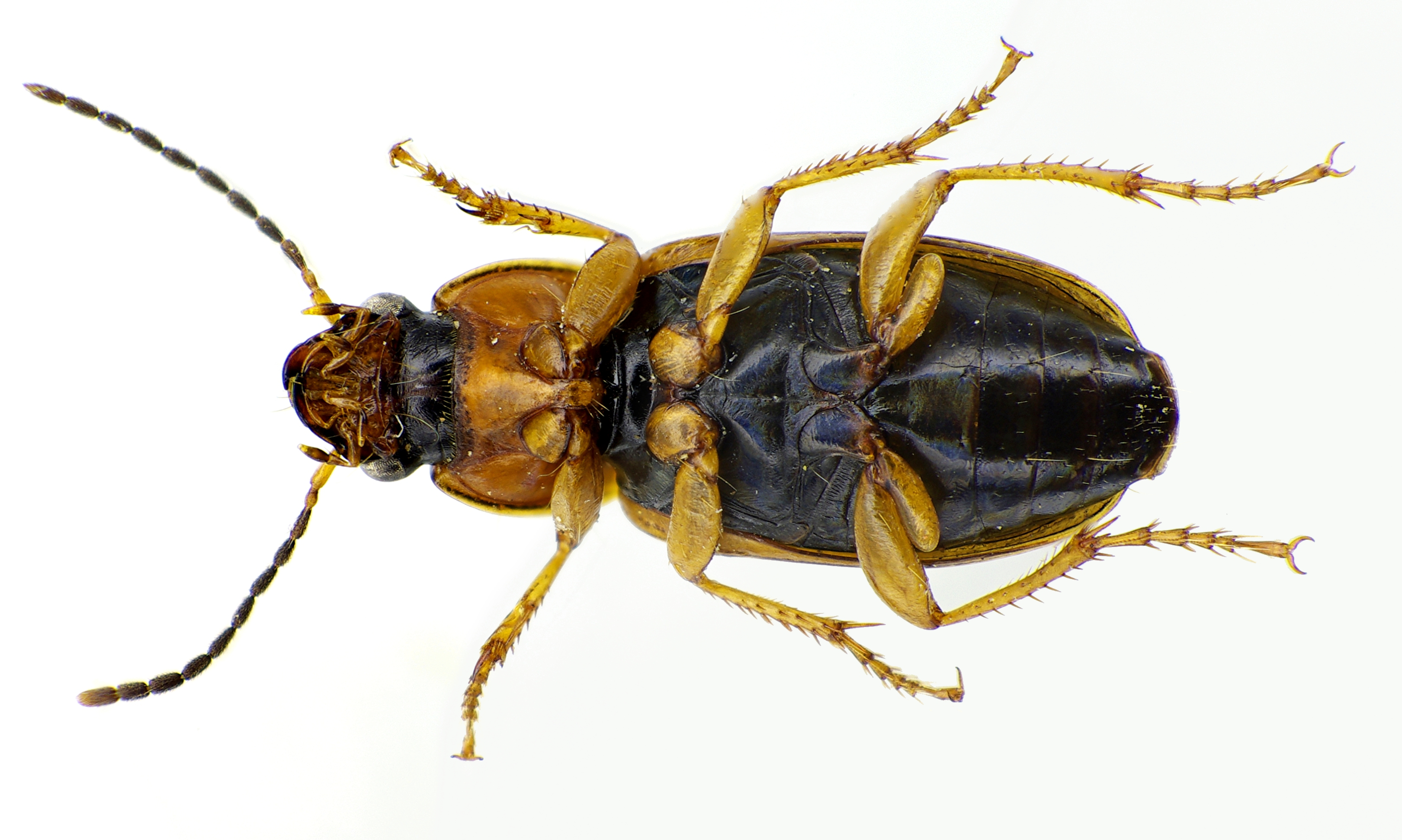